# Aefligen
Aefligen – gmina (niem. Einwohnergemeinde) w Szwajcarii, w kantonie Berno, w regionie administracyjnym Emmental-Oberaargau, w okręgu Emmental.
Gmina została utworzona w 1261 roku jako Efflingen.

## Demografia
W Aefligen mieszkają 1 103 osoby. W 2020 roku 9,2% populacji gminy stanowiły osoby urodzone poza Szwajcarią.

W 2000 roku 96,1% populacji mówiło w języku niemieckim, 0,7% w języku tureckim, 0,6% w języku serbsko-chorwackim, 5 osób w języku francuskim, 4 osoby w języku włoskim, a 1 osoba w język romansz.